# Богомил
Вижте пояснителната страница за други личности с името Богомил.
Поп Богомил е български духовен учител, считан за създател на новата християнска ерес на богомилите, живял през Х век, по времето на цар Петър I (927 – 969)
Поп Богомил е споменат в редица средновековни исторически източници, между които с голяма известност се ползва „Борилов синодик“, от него научаваме, че поп Богомил е имал ученик, наречен Михаил, както и неколцина видни последователи, измежду които били добре известни Тодор, Стефан, Добри, Василий и Петър. Всички те са анатемосани тъй като учението им представлява сериозно отклонение от догмите на православното християнство.
Смята се също така, че поп Богомил има син, наречен поп Йеремия, който също е негов ученик. Както Йеремия, така и Богомил се смятат за автори на някои еретически книги, забранени от църквата и включени в Индекси на забранените книги.

## Памет
На поп Богомил е наречена улица в Центъра на София (Карта).